# Skanderborg (općina)
Skanderborg je općina u danskoj regiji Središnji Jutland.

## Zemljopis
Općina se nalazi u središnjem dijelu poluotoka Jutlanda, prositire se na 436,1 km2.

## Stanovništvo
Prema podacima o broju stanovnika iz 2010. godine općina je imala 	57.303 stanovnika, dok je prosječna gustoća naseljenosti 131,4 stan/km2. Središte općine je grad Skanderborg.

### Veća naselja
| Veća naselja u općini |             |                    |
| Br.                   | Naselje     | Stanovnika (2010.) |
| 1.                    | Skanderborg | 14.349             |
| 2.                    | Galten      | 7.827              |
| 3.                    | Hørning     | 6.857              |
| 4.                    | Ry          | 5.523              |
| 5.                    | Stilling    | 3.752              |
| 6.                    | Låsby       | 1.831              |
| 7.                    | Gammel Rye  | 1.301              |
| 8.                    | Stjær       | 937                |
| 9.                    | Virring     | 931                |
| 10.                   | Herskind    | 659                |

## Vanjske poveznice
- Službena stranica općine